# Mpur (langue papoue)
Le mpur (ou amberbaken) est une langue papoue parlée en Nouvelle-Guinée occidentale en Indonésie, sur la côte nord de la péninsule de Bomberai, à l'ouest de la ville de Manokwari et dans la vallée de Kebar.

## Classification
Malcolm Ross (2005) inclut le mpur dans son hypothèse d'une famille de langues papoues occidentales « étendue » rassemblant les langues papoues occidentales stricto sensu, les langues yawa, les langues bird's head de l'Est-sentani et une autre langue de la famille lakes plain, le tause. Haspelmath, Hammarström, Forkel et Bank rejettent cette proposition de papou occidental étendu et considèrent que le mpur est une langue isolée. 

## Sources
- (en) Malcolm Ross, 2005, Pronouns as a preliminary diagnostic for grouping Papuan languages, dans Andrew Pawley, Robert Attenborough, Robin Hide, Jack Golson (éditeurs) Papuan pasts: cultural, linguistic and biological histories of Papuan-speaking peoples, Canberra, Pacific Linguistics. pp. 15–66.